# Winkelbach (Arbach)
Der Winkelbach ist ein linker Zufluss des Arbachs östlich des Marktes Pleinfeld im mittelfränkischen Landkreis Weißenburg-Gunzenhausen. 

## Verlauf
Der Bach entspringt in der Flur, etwa 350 m östlich des Höttinger Gemeindeteils Göppersdorf und südlich des 444 m hohen Heubergs. Nach ca. 300 m nimmt er von rechts einen weiteren, etwa gleich langen Quellbach auf. Er fließt in westliche bis nordwestliche Richtung und speist dabei mehrere Weiher. Nach einem Lauf von rund 1,15 Kilometern mündet der Winkelbach zwischen Kemnathen im Norden und Göppersdorf im Süden von links in den Arbach.